# ویرانگر در خدمتگزاری شما حاضر است
ویرانگر در خدمتگزاری شما حاضر است (انگلیسی: Doom at Your Service; کره‌ای: 어느 날 우리 집 현관으로 멸망이 들어왔다) یک مجموعهٔ تلویزیونی کره جنوبی سال ۲۰۲۱ با بازی پارک بو یونگ و سو این گوک است. این مجموعه از ۱۰ مه تا ۲۹ ژوئن ۲۰۲۱، از تی‌وی‌ان برای ۱۶ قسمت پخش شد.

## بازیگران

### اصلی
- پارک بو یونگ در نقش تاک دونگ کیونگ، یک ویراستار رمان اینترنتی در کمپانی انتشاراتی به نام لایف استوری.[۲][۴]
- سو این گوک در نقش میول مانگ / کیم سا-رام، [الف] یک پل ارتباطی بین خدایان و انسان‌هاست که از تقدیرش بی هیچ چون و چرایی پیروی می‌کند.[۲][۴][۹]
- لی سو هیوک در نقش چا جو ایک، همکار دونگ کیونگ و لیدر تیم ویراستاران.[۲]
- کانگ ته اوه در نقش لی هیون کیو، هم‌اتاقی جو ایک و صاحب کافه.[۲]
- شین دو هیون در نقش نا جی نا / لی هیون (تخلص)، بهترین دوست دونگ کیونگ و یک رمان‌نویس اینترنتی است.[۲]

## پخش بین‌المللی
حقوق پخش این مجموعه به ۱۵۰ کشور فروخته شده‌است. ویرانگر در خدمتگزاری شما حاضر است در پلتفرم‌های استریم مختلفی از جمله ویکی، ویو، یو-نکست در ژاپن، آی‌چی‌یی در تایوان و نَو تی‌وی در هنگ کنگ در دسترس است. همچنین از ۲۳ اکتبر ۲۰۲۱، از ام‌نت ژاپن پخش شد.